# Colexificació
La colexificació, juntament amb el seu verb associat colexificar, són termes utilitzats en la semàntica i tipologia lèxica per a fer referència a l'expressió de dos o més significats diferents utilitzant una mateixa paraula.

## Definició
La colexificació descriu el fenomen en el qual diferents significats es poden expressar amb la mateixa paraula (és a dir, "co-lexificat"). Per exemple, la paraula catalana poble, que té tant el sentit de "vila" com el de "conjunt de gent".
La colexificació s'entén com a terme que engloba vaguetat, polisèmia i homonímia. Alguns casos de colexificació són comuns a tot el món (com és el cas de les llengües que fan servir el mateix terme per a referir-se tant al color verd com al blau); d'altres són típics de determinades àrees lingüístiques i culturals (per exemple, "arbre" = "foc" en llengües papús i australianes).
El contrari de la “colexificació” és la “dislexificació” (amb el prefix dis- expressant la separació, cf. disjunció), és a dir, “expressar dos significats utilitzant formes lèxiques diferents”. Així, mentre que diríem que el rus mostra colexificació tot referint-se a "braç" i "mà" utilitzant una única paraula (рука), diríem que en català tenim un cas de dislexificació amb aquest exemple.

## Exemples de colexificació
| Llengua    | Mot                                           | Significat 1          | Significat 2             | Significat 3           |
| ---------- | --------------------------------------------- | --------------------- | ------------------------ | ---------------------- |
| Basc       | herri                                         | 'poble'               | 'gent'                   | 'país'                 |
| Espanyol   | pueblo                                        | 'poble'               | 'gent'                   |                        |
| Català     | sentir                                        | 'notar'               | 'oir'                    |                        |
| Francès    | femme                                         | 'dona'                | 'muller'                 |                        |
| Francès    | grand                                         | 'gran'                | 'alt'                    | 'gran (d'edat)'        |
| Anglès     | uncle                                         | 'el germà de la mare' | 'el germà del pare'      | 'el marit de la tieta' |
| Anglès     | draw                                          | 'estirar, arrossegar' | 'representar amb línies' |                        |
| Kriol      | gilim                                         | 'colpejar'            | 'matar'                  |                        |
| Rus        | мир mir                                       | 'pau'                 | 'món'                    |                        |
| Xinès      | 天 tiān                                       | 'cel'                 | 'el cel'                 | 'dia'                  |
| Japonès    | 木 ki                                         | 'arbre'               | 'fusta'                  |                        |
| Mota       | pane-                                         | 'braç'                | 'mà'                     | 'ala'                  |
| Italià     | ciao                                          | 'hola'                | 'adéu'                   |                        |
| Vietnamita | chào                                          | 'hola'                | 'adéu'                   |                        |
| LSF        |                                               | 'hola'                | 'gràcies'                |                        |
| LSF        | (signe) Arxivat 2021-06-16 a Wayback Machine. | 'amable, simpàtic'    | 'fàcil'                  |                        |

El terme va ser encunyat pel lingüista Alexandre François (en) en el seu article de 2008 titulat Semantic maps and the typology of colexification, que va il·lustrar la noció amb diversos exemples, inclosos els dominis semàntics { STRAIGHT }, { CALL }, { BREATHE }. Aquesta darrera noció és a l'origen d'una xarxa de colexificació que, segons l'autor, està testimoniada en diverses llengües, lligant significats com ara "alè", "vida", "ànima", "esperit", "fantasma", etc.: sànscrit आत्मन् ātmán; grec antic ψυχή, πνεῦμα; llatí animus, spīritus; àrab روح rūḥ, etc. François es va basar en aquest exemple per proposar un mètode per a construir mapes semàntics lèxics.
Altres estudis també han recollit el concepte de colexificació, aplicant-lo a diferents dominis semàntics i a diverses famílies lingüístiques.
La colexificació també és objecte d'una base de dades coneguda com CLiCS "Base de dades de colexificacions interlingües". A partir de dades de més de 2400 varietats lingüístiques, la base permet comprovar la freqüència tipològica de cada instància individual de colexificació i visualitzar-ne les xarxes semàntiques a partir de dades empíriques de les llengües del món.